# Theodor Khuen

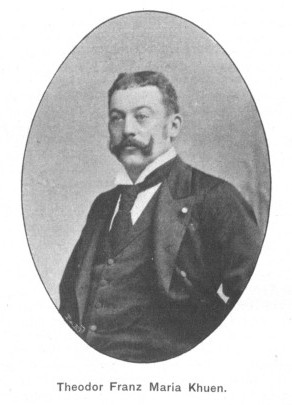
Theodor Khuen, 1900

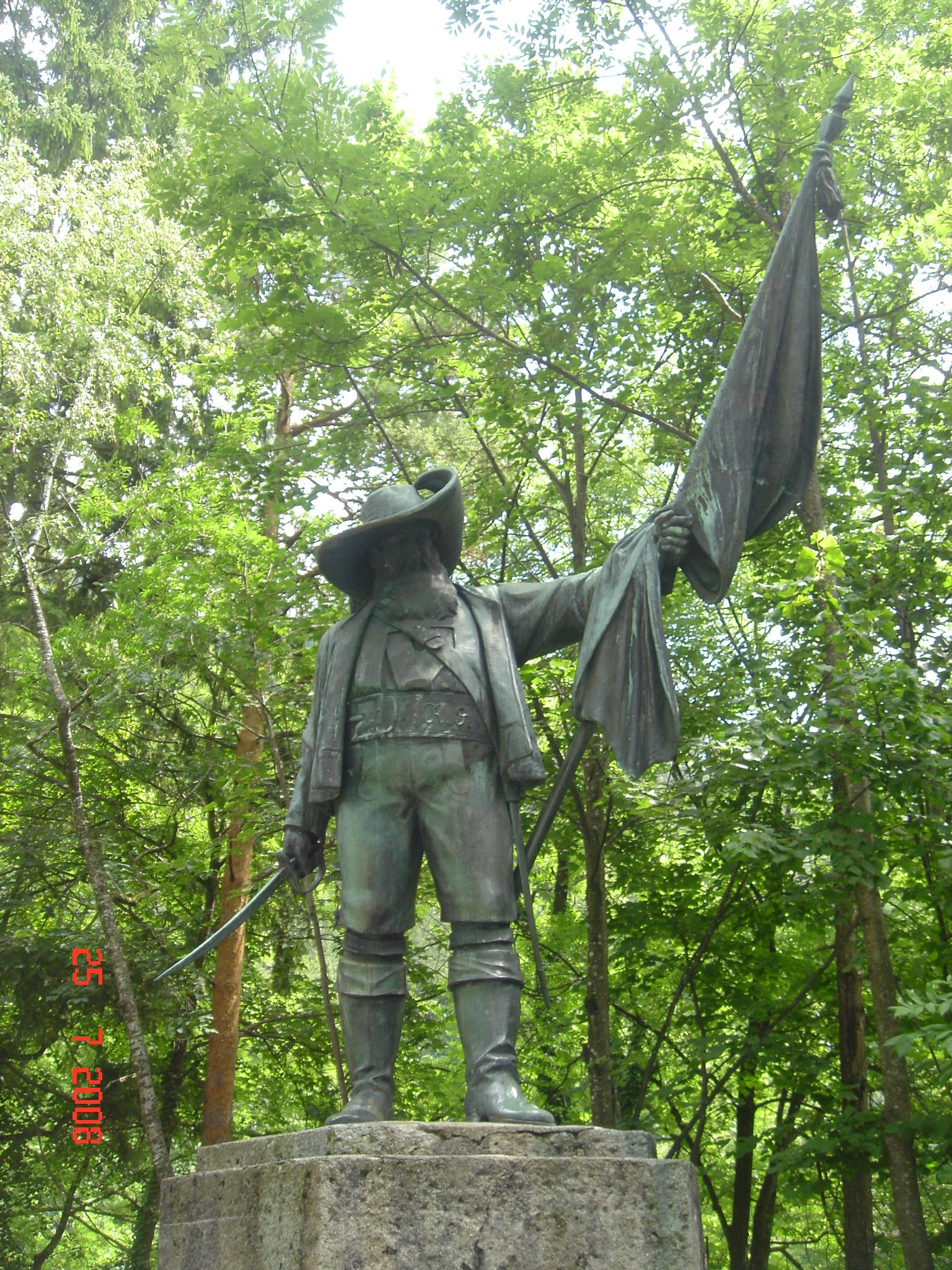
Andreas-Hofer-Denkmal in Kufstein

Theodor Franz Maria Khuen (* 13. Juli 1860 in Wien; † 22. Juni 1922 ebenda) war ein österreichischer Bildhauer.

## Leben
Theodor Khuen war ein Enkel des Malers Eduard Friedrich Leybold und damit ein Urenkel des Kupferstechers Johann Friedrich Leybold. Er wurde bei Hugo Haerdtl, Viktor Tilgner und H. Gasser ausgebildet.
Ein Teil seiner in Bronze ausgeführten Werke wurde während des Zweiten Weltkriegs für Rüstungszwecke eingeschmolzen. Man fertigte zwar vor dem Einschmelzen 1943 Abgüsse der Kunstwerke an, um diese nach dem Krieg wiederherstellen zu können; dies wurde jedoch nicht in die Tat umgesetzt.
1903 wurde sein Denkmal für den Juristen Franz Hofmann enthüllt, das die Gestalt eines Porträtreliefs hat. Er schuf außerdem das Grabmal der Schauspielerin Josefine Gallmeyer auf dem Wiener Zentralfriedhof. Ebenfalls erhalten blieben die 14 Kreuzwegstationen in der Kirche St. Karl Borromäus im Geriatriezentrum Am Wienerwald und das Denkmal für Andreas Hofer, das seit 1926 auf dem Kalvarienberg in Kufstein steht. Ursprünglich sollte dieses bronzene Denkmal, das Khuen schon vor dem Ersten Weltkrieg schuf, in Wien aufgestellt werden. Nachdem aber im Jahr 1918 die Republik ausgerufen worden war und Hofer als Anhänger der Habsburger nicht mehr viel Popularität genoss, war das fünf Meter hohe Standbild in der Hauptstadt nicht mehr erwünscht und wurde billig nach Kufstein verkauft. In derselben Stadt wurde schon 1903 ein von Khuen geschaffenes Denkmal für Joseph Madersperger aufgestellt.
Khuen wurde am Friedhof Hadersdorf-Weidlingau bestattet.

## Ehrungen
Nach Theodor Khuen ist der Khuenweg in Wien-Aspern benannt.